# Pitrop
Pitrop – niewielka część miasta Oświęcimia, w jego północno-wschodniej części. Znajduje się między Dworami a Dworami Pierwszymi, wzdłuż środkowej sekcji ulicy Zwycięstwa oraz ulicy Górzystej. Jest to teren przemysłowy.
Włączone do Oświęcimia 6 października 1954 wraz z Dworami.